# Jean-Henri Hottinguer
Pour les autres membres de la famille, voir Famille Hottinguer.
Jean-Henri, baron Hottinguer, né en 1803 à Paris et mort en 1866 en cette même ville, est un banquier français d'origine suisse.

## Biographie
Fils de Jean-Conrad Hottinguer, il quitte Paris en 1818 pour développer sa connaissance du monde des affaires et poursuivre son éducation. Sa première destination est Londres, où il travaille pour Lloyds ainsi qu'à la Bourse de Londres. À l'âge de 23 ans, il quitte Londres pour aller en Amérique, où il travaille pendant plusieurs années. Pendant ce temps, il établit des contacts très intéressants qui l'aideront à l'avenir. Il finit par revenir en France pour aider son père.
En 1833, Jean-Henri reçoit le contrôle de Hottinguer & Cie, après que son père a pris sa retraite. Il succède également à son père comme régent de la Banque de France la même année. Il devient directeur en 1835, puis vice-président en 1863 de la Caisse d'Épargne et de Prévoyance de Paris.
En 1852, Jean-Henri aide à mettre en place la Compagnie générale des eaux et le réseau de trains français. Par la suite, en 1863, Jean-Henri participe avec d'autres importantes familles de banquiers à la création de la Banque ottomane à Istanbul.
En 1858, Jean-Henri épouse Caroline Delessert, une des filles de François-Marie Delessert. Ils seront les parents de Rodolphe Hottinguer (1835-1920). Une de ses nombreuses réalisations dans la vie a été achevée en 1848, quand il prend le contrôle de la Banque Delessert après la mort de Benjamin Delessert. Son épouse Caroline était la dernière de cette dynastie bancaire.
Il est enterré au cimetière du Père-Lachaise (40e division).

## Sources
- Alain Plessis, Régents et gouverneurs de la Banque de France sous le Second Empire, Genève, 1985.
- Romuald Szramkiewicz, Les régents et censeurs de la Banque de France nommés sous le Consulat et l'Empire, Genève, 1974.